# William Barden
William Barden OP (ur. 3 czerwca 1908 w Dublinie, zm. 4 grudnia 2004) – irlandzki duchowny katolicki, arcybiskup.
Wstąpił do zakonu dominikanów, przyjął święcenia kapłańskie 28 lutego 1931. 30 maja 1974 został mianowany przez papieża Pawła VI arcybiskupem Isfahanu w Iranie, 25 października 1974 przyjął sakrę biskupią z rąk arcybiskupa Mario Briniego (urzędnika Kurii Rzymskiej, byłego internuncjusza w Egipcie). Kierował archidiecezją do 12 sierpnia 1982, kiedy złożył rezygnację po osiągnięciu wieku emerytalnego.